# Ladybitch
Ladybitch ist ein deutscher Spielfilm von Marina Prados und Paula Knüpling aus dem Jahr 2022. Der Film basiert auf persönlichen Erfahrungen der beiden Regisseurinnen und befasst sich mit Themen wie Machtmissbrauch und sexueller Belästigung. Die Hauptrollen übernahmen Celine Meral, Christoph Gawenda, Benny Claessens und Asad Schwarz. Der Film feierte seine Weltpremiere am 20. Januar 2022 auf dem 43. Filmfestival Max Ophüls Preis in Saarbrücken.

## Handlung
Die junge und unerfahrene Schauspielerin Ela (24) aus Berlin erhält ihre erste Hauptrolle als Lulu in der neuen Theaterproduktion des bedeutenden Regisseurs Franz Kramer (42). Das Projekt ist eine große Chance für Ela, und der Leistungsdruck unter den anderen bekannten Schauspielern ist enorm. Kramer verkauft das Stück als feministisch, auch wenn das Team überwiegend aus Männern besteht. Bald schon gehen Ela und ihre weibliche Perspektive auf die Rolle verloren. Die Situation spitzt sich zu, als sie von Kramer sexuell belästigt wird. Ela versucht, sich zu wehren, Grenzen zu ziehen und gleichzeitig Lulu als selbstbewusste Figur aufzubauen. Das wird aber nur möglich sein, wenn sie die gleichen Schritte der Selbstermächtigung auch in ihrem wirklichen Leben geht.

## Hintergrund
Die Dreharbeiten zum Debütfilm von Autorinnen, Regisseurinnen und Produzentinnen, Marina Prados und Paula Knüpling, dauerten 14 Tage und fanden unter anderem in den ehemaligen Gebäuden der Hochschule für Schauspielkunst Ernst Busch und im Kino Delphi in Berlin-Weißensee statt.
Ladybitch ist eine Produktion der Ladybitches Productions in Kooperation mit Ehrliche Arbeit und Ballhaus Ost und wurde unter anderem vom Fonds Darstellende Künste, der Beauftragten der Bundesregierung für Kultur und Medien (BKM) NEUSTART KULTUR mit 60.000 Euro und dem Bezirksamt Pankow von Berlin, Amt für Weiterbildung und Kultur, Fachbereich Kunst und Kultur mit 6.000 Euro gefördert.
In ihrem Regiedebüt erzählen die Regisseurinnen von ihren persönlichen Erfahrungen mit Grenzüberschreitungen und Missbrauch aus ihrer Zeit als Schauspielerinnen. Die Mockumentary entstand fernab der großen Studios als unabhängiger Film. Dem Duo geht es vor und hinter der Kamera, um Repräsentation einer queeren Selbstverständlichkeit und das Schaffen gleichberechtigter Arbeitsstrukturen.
Die beiden sagen selber über das Projekt: „Ladybitch ist ein Film, der versucht, ein Licht auf all die Grauzonen des Missbrauchs zu werfen, die oft übersehen werden, aber nicht weniger schmerzhaft oder zerstörerisch sind. Er spricht über das unsichtbare Trauma hinter Machtmissbrauch, sexueller Gewalt und emotionaler Manipulation. Aber vor allem ist es ein sicherer Raum, um zu reden, zu heilen und uns, die Überlebenden, zu stärken.“

## Veröffentlichung
Ladybitch wurde am 20. Januar 2022 beim Filmfestival Max Ophüls Preis uraufgeführt.

## Auszeichnungen
Im Rahmen des Filmfestivals Max Ophüls Preis 2022 erhielt Ladybitch eine Einladung in den Spielfilmwettbewerb und wurde mit dem Max Ophüls Preis für den gesellschaftlich relevanten Film ausgezeichnet. Beim 18. achtung berlin Filmfestival 2022 wurde Ladybitch mit dem new berlin film award in den Kategorien "Bestes Schauspiel" (für Celine Meral) und "Bester Spielfilm" ausgezeichnet.